# Катюша (фильм)
«Катюша» — документальный фильм, созданный режиссёром Виктором Лисаковичем. Вышел в прокат в 1965 году. Снят в двух частях.
Главная героиня фильма Екатери́на Илларио́новна Дёмина (урожд. Миха́йлова), санинструктор 369-го отдельного батальона морской пехоты и старший санинструктор сводной роты Берегового отряда сопровождения Дунайской военной флотилии. Фильм повествует о военной биографии героини, имя которой стало легендарным в период Великой Отечественной войны.

## Награды
- Приз «Золотой голубь» Международного кинофестиваля в Лейпциге (1964)
- 1-я премия Всесоюзного кинофестиваля в Киеве (1966)

## Факты
- Главная героиня фильма снималась скрытой камерой. Цель задумки была запечатлеть ненаигранность, живость характера Екатерины Дёминой.
- В 2008 году был снят документальный фильм «Катюша большая и маленькая», восстанавливающий события 1964 года, когда снимали первый документальный фильм о Дёминой (авторы фильма Ткачёв и Фирсова).